# Manuel de Sousa da Câmara

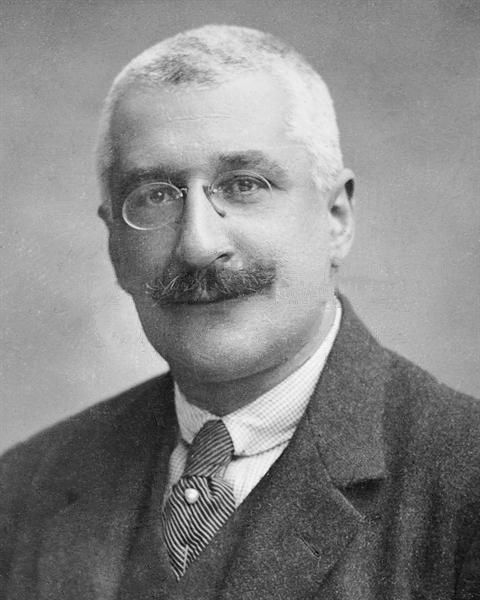
Manuel de Sousa da Câmara.

Manuel de Sousa da Câmara (Anjos, Lisboa, 18 de Novembro de 1871 – Lisboa, 23 de Abril de 1955) foi um professor e político português.

## Família
Nasceu a 18 de novembro de 1871 e foi batizado a 17 de fevereiro de 1872, na freguesia dos Anjos, em Lisboa, como filho de pais incógnitos, tendo sido levado ao ato de batismo pela parteira. Foi perfilhado a 12 de novembro de 1896 por António Pereira da Nóbrega de Sousa da Câmara (Vila Viçosa, São Bartolomeu, 21 de Junho de 1840, bap. Vila Viçosa, São Bartolomeu, 13 de Julho de 1840 — Vila Viçosa), Senhor da Casa dos de Sousa da Câmara, em Vila Viçosa, exímio caçador, lavrador, bibliófilo e colecionador de arte, nascido da relação deste com Carolina Josefa da Silva Cordeiro. Era neto paterno de Manuel José da Nóbrega Camisão e de sua mulher Inês Emília de Sousa da Câmara de Lancastre e Meneses, Senhora da Casa dos de Sousa da Câmara, em Vila Viçosa, prima-irmã do 1.º Visconde de Bertiandos e 1.º Conde de Bertiandos e sobrinha paterna do 1.º Visconde de São Gil de Perre, 1.º Conde de Terena e 1.º Marquês de Terena.

## Biografia
Senhor da Casa dos de Sousa da Câmara, em Vila Viçosa.
Engenheiro Agrónomo e Professor Catedrático e Diretor do Instituto Superior de Agronomia, mais tarde parte da Universidade Técnica de Lisboa, Sócio Efetivo da Academia das Ciências de Lisboa, etc.
Ministro da Agricultura, deputado, senador e governador civil do distrito de Évora.
Foi o 15.º presidente do Conselho da Ordem do Grande Oriente Lusitano de 1912 a 1913.[carece de fontes?]

## Casamento e descendência
A 10 de Setembro de 1898, casou na Basílica de Nossa Senhora dos Mártires, em Lisboa, com Maria Luísa Mardel (Santa Isabel, Lisboa, 10 de Março de 1873 – Lisboa, 24 de Julho de 1945), filha do oficial do Exército Luís Carlos Mardel Ferreira, primo-irmão de Manuel de Arriaga e bisneto de Carlos Mardel, e de sua mulher Maria Augusta Pereira de Eça Infante de Lacerda, filha de José António Pereira de Eça, sobrinha materna do 1.º e do 2.º Barões de Sabroso e prima-irmã do genial escritor José Maria de Eça de Queirós, de quem teve duas filhas e um filho: 
- Inês Emília de Sousa da Câmara (Mártires, Lisboa, 31 de Agosto de 1899 – Lisboa, 2 de Fevereiro de 1984), Co-Senhora da Casa dos de Sousa da Câmara, em Vila Viçosa, casada em Lisboa, Ajuda, a 11 de Junho de 1926 com João Estêvão de Morais Sarmento (Campo Grande, Lisboa, 9 de Agosto de 1887 - São Bartolomeu, Vila Viçosa, 9 de Março de 1958), Médico Cirurgião, filho de José Evaristo de Morais Sarmento, Médico Cirurgião, e de sua mulher Paulina Cortes Paim dos Reis de Almeida Fernandes, com geração
- António Pereira de Sousa da Câmara (Mártires, Lisboa, 6 de janeiro de 1901 – Santos-o-Velho, Lisboa, 19 de julho de 1971), Co-Senhor da Casa dos de Sousa da Câmara, em Vila Viçosa
- Inês Manuela de Sousa da Câmara (Encarnação/Camões, Lisboa, 28 de Julho de 1904 – 6 de Junho de 1927), casada em Lisboa, Ajuda, a 12 de Maio de 1926 com António de Matos Barreto (Cuba, Cuba, 24 de Junho de 1900 - ?), Engenheiro Agrónomo, Professor Catedrático do Instituto Superior de Agronomia da Universidade Técnica de Lisboa, de quem foi primeira mulher, filho de Albano Baeta Bissaia Barreto, irmão de Fernando Baeta Bissaia Barreto Rosa, e de sua mulher Teresa de Matos, sem geração